# Nizy-le-Comte
Nizy-le-Comte est une commune française située dans le département de l'Aisne, en région Hauts-de-France.

## Géographie
- 1Carte dynamique
- 2Carte OpenStreetMap
- 3Carte topographique
- 4Carte avec les communes environnantes

Nizy-le-Comte se trouve au centre du triangle formé par Laon (Aisne), Reims (Marne) et Rethel (Ardennes).

### Localisation
fermes de Montigny-la-Cour, Mouchery, le-Haut-Chemin sont des dépendances de Nizy-le-Comte.

### Hydrographie
La commune est située dans le bassin Seine-Normandie. Elle est drainée par le ruisseau des Barres, le cours d'eau 01 des Hauts Marais et le ruisseau de Nizy,,.
Le ruisseau des Barres, d'une longueur de 28 km, prend sa source dans la commune de Fraillicourt et se jette  dans l'Aisne à Asfeld, après avoir traversé neuf communes.

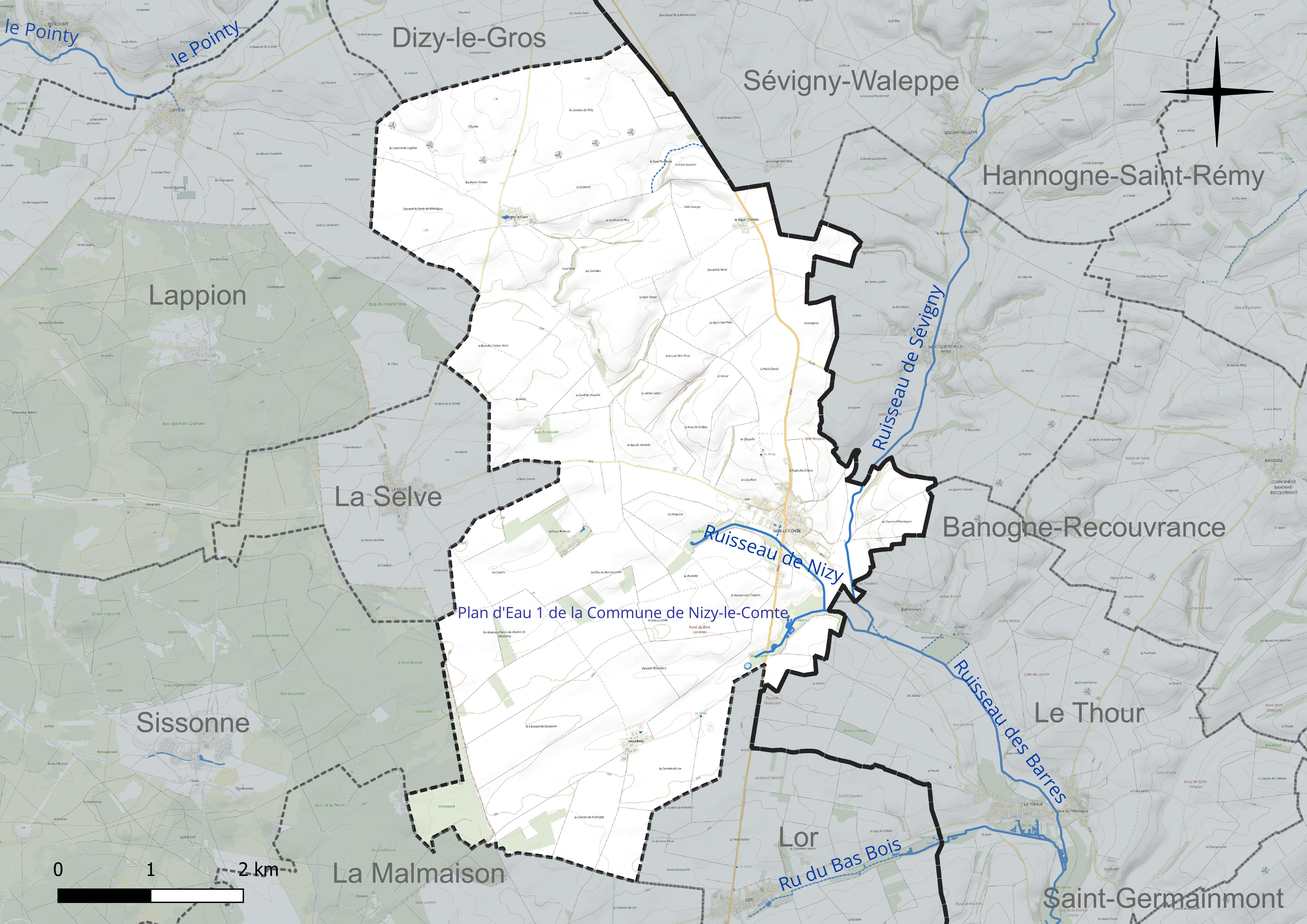
Réseau hydrographique de Nizy-le-Comte.

Un plan d'eau complète le réseau hydrographique : le plan d'eau 1 de la commune de Nizy-le-Comte (0,5 ha),.

### Climat
Pour des articles plus généraux, voir Climat des Hauts-de-France et Climat de l'Aisne.
En 2010, le climat de la commune est de type climat océanique dégradé des plaines du Centre et du Nord, selon une étude du CNRS s'appuyant sur une série de données couvrant la période 1971-2000. En 2020, Météo-France publie une typologie des climats de la France métropolitaine dans laquelle la commune est exposée à un climat océanique altéré et est dans la région climatique Nord-est du bassin Parisien, caractérisée par un ensoleillement médiocre, une pluviométrie moyenne régulièrement répartie au cours de l'année et un hiver froid (3 °C).
Pour la période 1971-2000, la température annuelle moyenne est de 10,5 °C, avec une amplitude thermique annuelle de 15,3 °C. Le cumul annuel moyen de précipitations est de 757 mm, avec 12,2 jours de précipitations en janvier et 9,1 jours en juillet. Pour la période 1991-2020, la température moyenne annuelle observée sur la station météorologique la plus proche, située sur la commune de La Selve à 4 km à vol d'oiseau, est de 10,8 °C et le cumul annuel moyen de précipitations est de 710,7 mm,. Pour l'avenir, les paramètres climatiques de la commune estimés pour 2050 selon différents scénarios d'émission de gaz à effet de serre sont consultables sur un site dédié publié par Météo-France en novembre 2022.

## Urbanisme

### Typologie
Au 1er janvier 2024, Nizy-le-Comte est catégorisée commune rurale à habitat dispersé, selon la nouvelle grille communale de densité à 7 niveaux définie par l'Insee en 2022.
Elle est située hors unité urbaine. Par ailleurs la commune fait partie de l'aire d'attraction de Reims, dont elle est une commune de la couronne,. Cette aire, qui regroupe 294 communes, est catégorisée dans les aires de 200 000 à moins de 700 000 habitants,.

### Occupation des sols
L'occupation des sols de la commune, telle qu'elle ressort de la base de données européenne d'occupation biophysique des sols Corine Land Cover (CLC), est marquée par l'importance des territoires agricoles (94,8 % en 2018), une proportion identique à celle de 1990 (94,8 %). La répartition détaillée en 2018 est la suivante : 
terres arables (94,8 %), forêts (4 %), zones urbanisées (1,2 %).
L'évolution de l'occupation des sols de la commune et de ses infrastructures peut être observée sur les différentes représentations cartographiques du territoire : la carte de Cassini (XVIIIe siècle), la carte d'état-major (1820-1866) et les cartes ou photos aériennes de l'IGN pour la période actuelle (1950 à aujourd'hui).

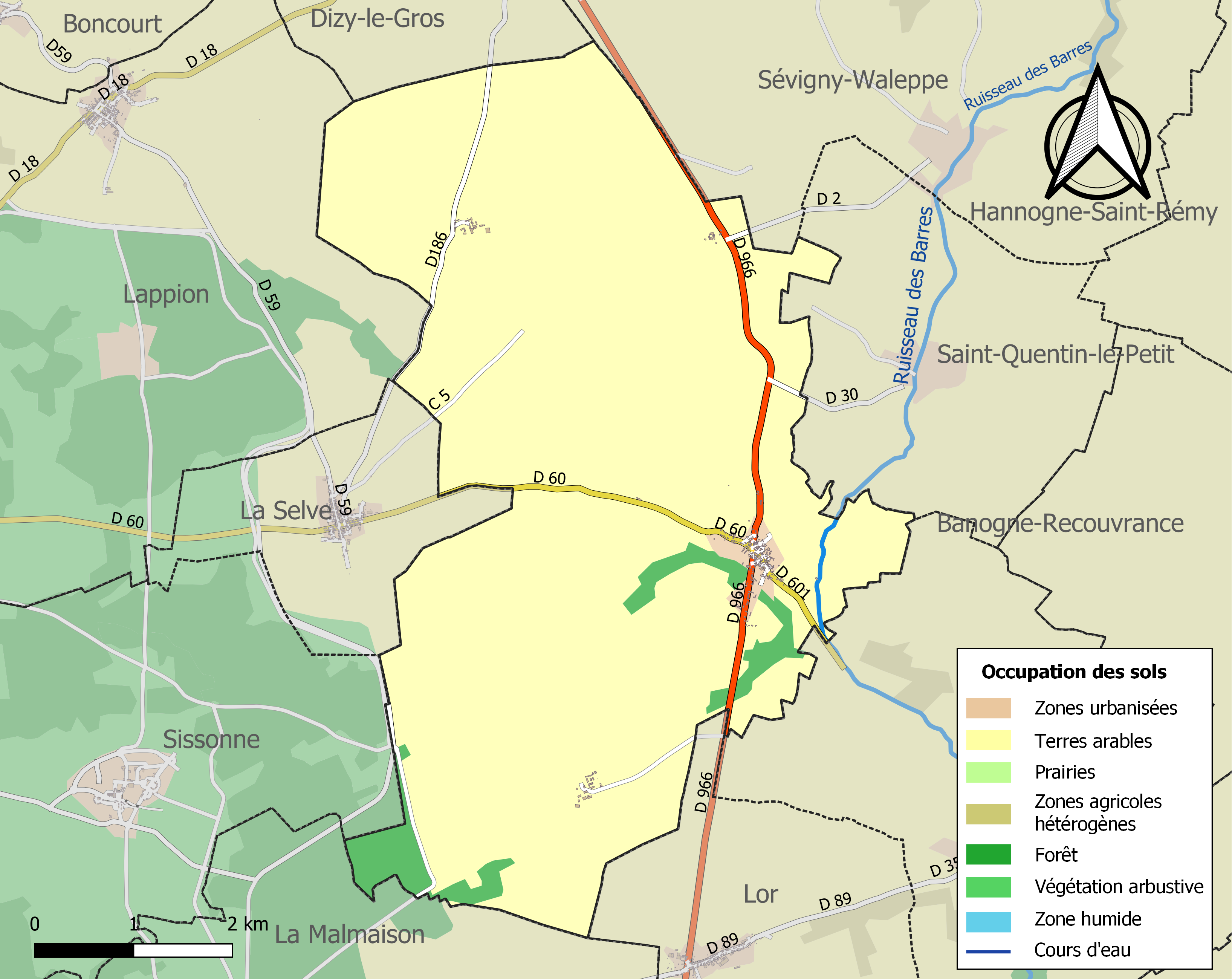
Carte de l'occupation des sols de la commune en 2018 (CLC).

## Toponymie
Minatiacum sur l'Itinéraire d'Antonin, Ninatiacum sur l'Indicateur routier de Macquenoise  et Ninittaci sur la table de Peutinger. La ville est peut-être le chef lieu du pagus Venectis de la civita Remorum. Durant la Révolution, la commune porte le nom de Nizy-le-Marais.
Le déterminant le-Comte fait référence à Jean Ier, comte de Roucy.

## Histoire
Une borne romaine est visible sur le bord de la route de Reims (coordonnées de la borne : N49,56921 E4,05443) sur la voie romaine Bavay - Reims, avec comme autre traces de présence romaine le portique de la justice et sans doute un théâtre.

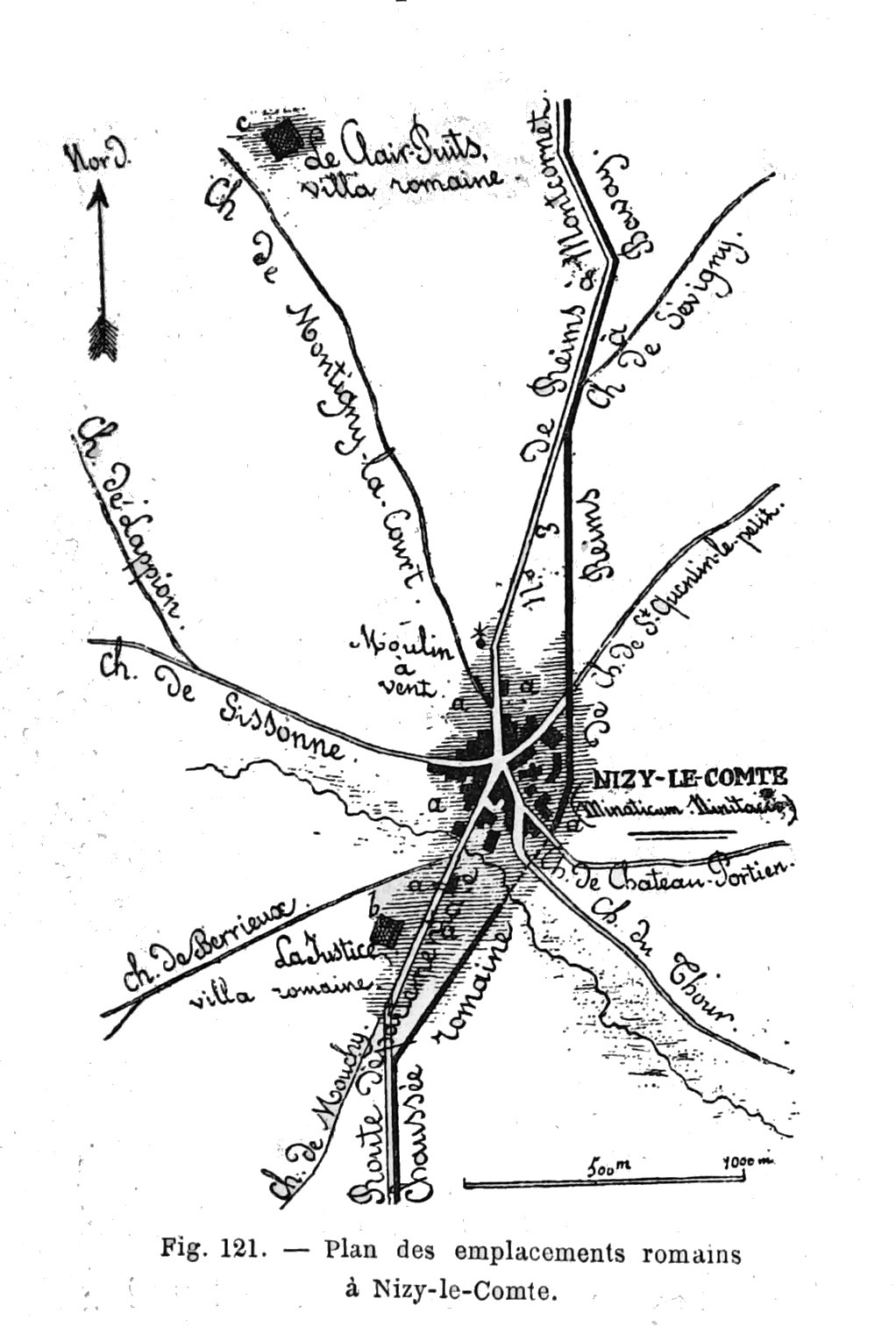
Voie romaine avec la Justice et le petit clair puits,
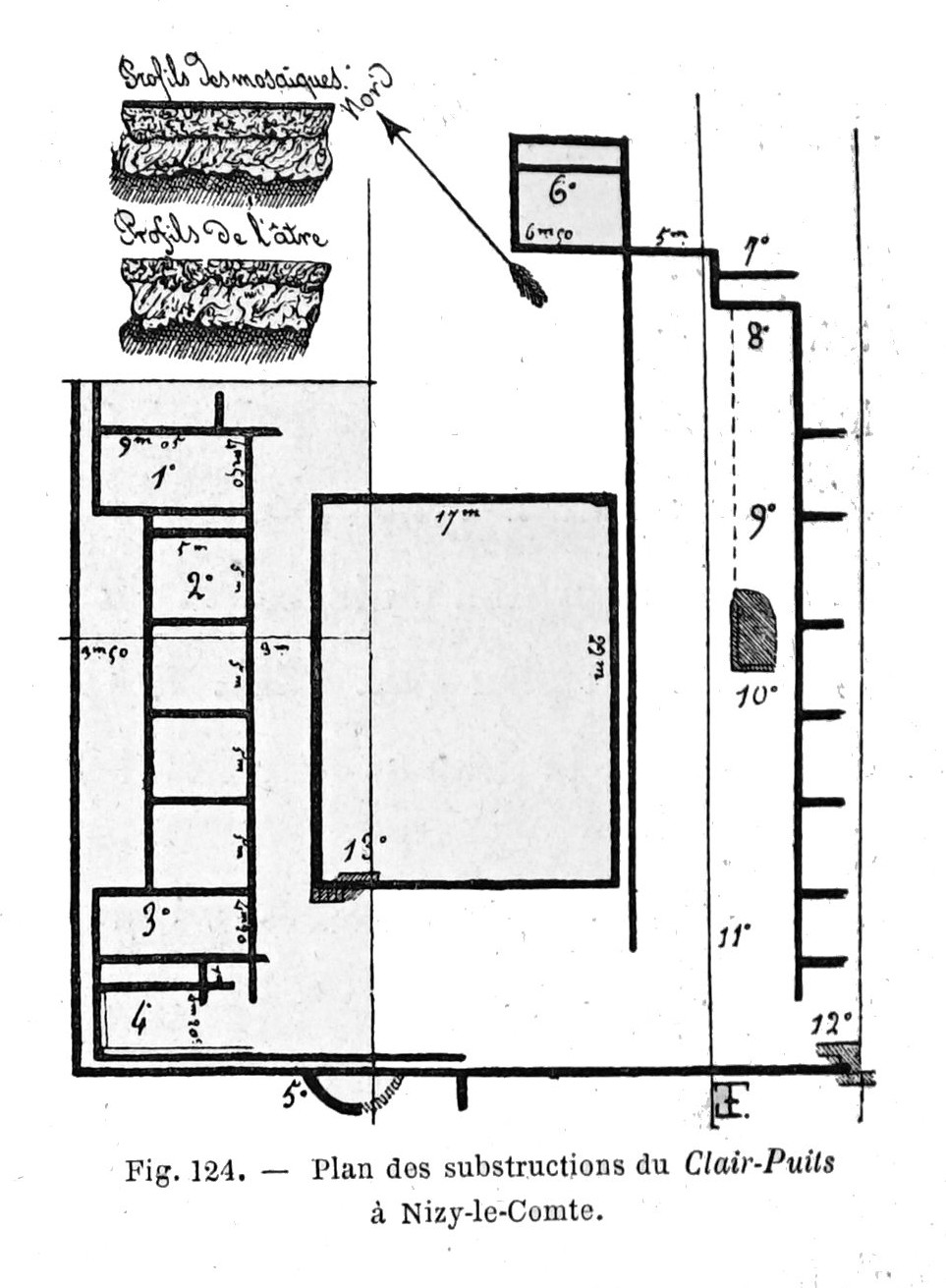
Présence romaine à Le clair puits,
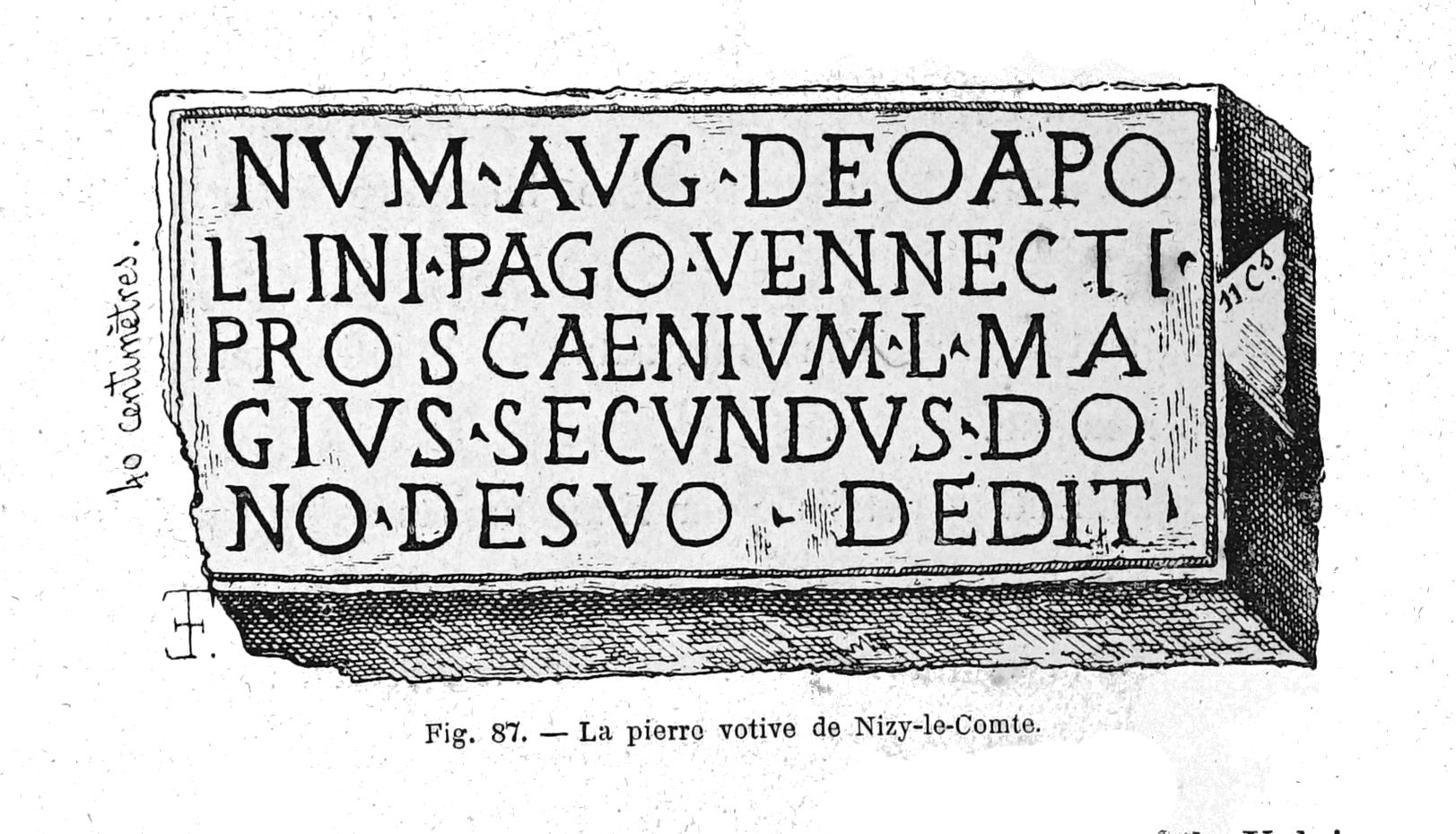
Dédicace à Apollon, Num(ini) Aug(usti) deo Apollini pago Vennecti proscaenium L Magius Secundus dono de suo dedit.
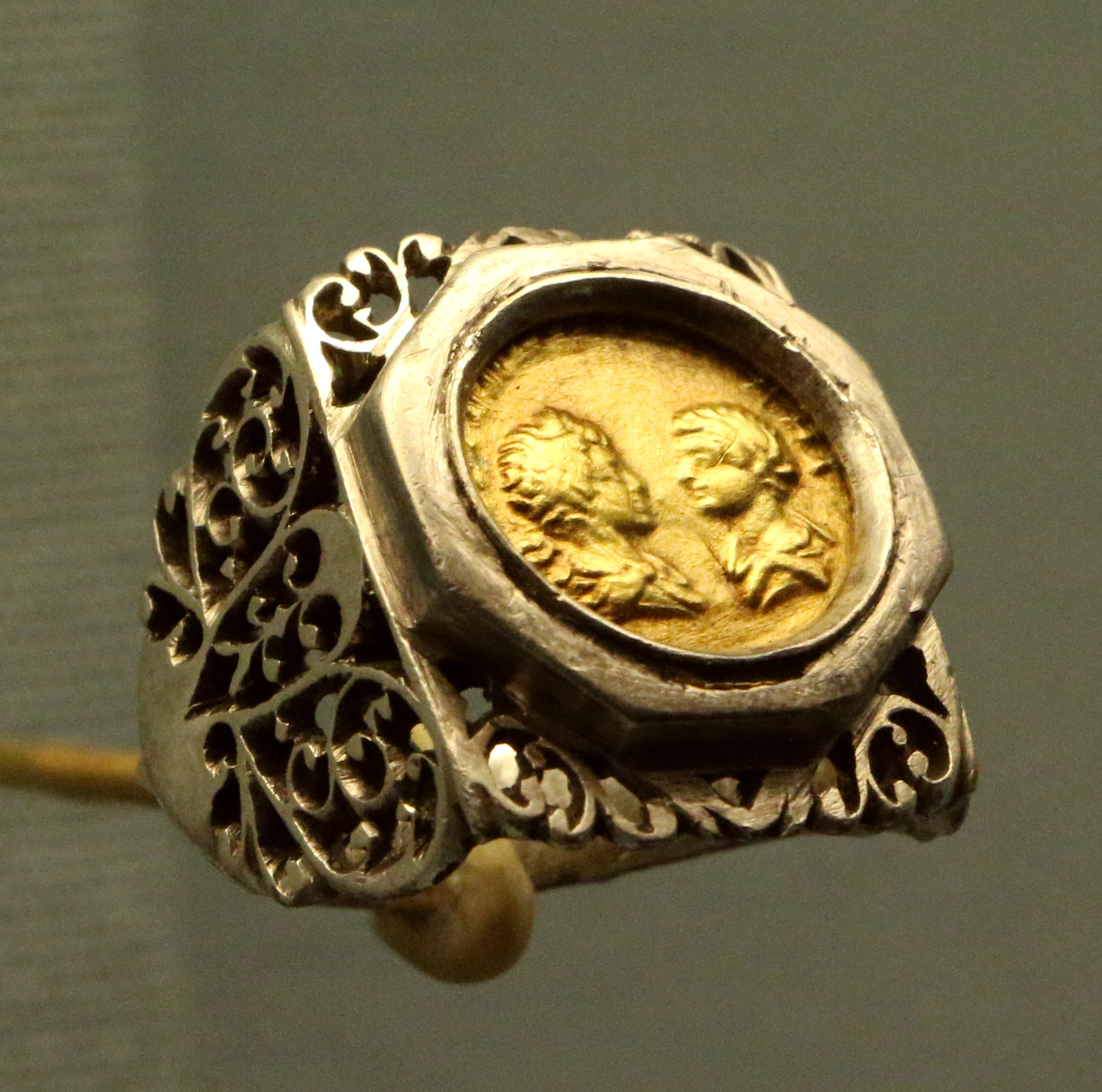
Au MAN, bague en argent avec un denier doré de Septime Sévère,
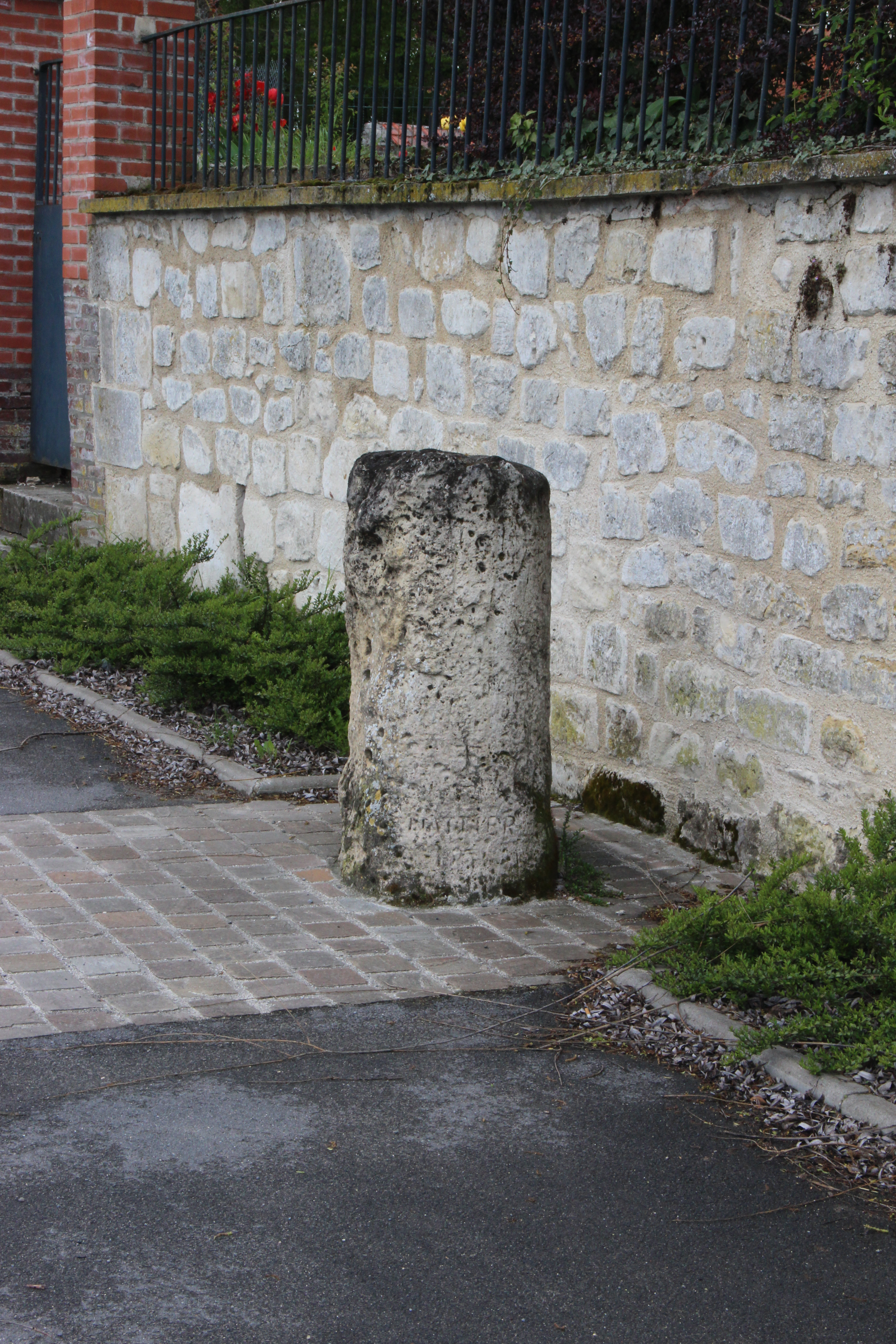
Borne romaine.

Ebles II, comte de Roucy (1032-1103) était seigneur de Nizy de 1063 à 1103. Il était l'époux de Sybille fille de Robert Guiscard de Hauteville, père de la dynastie normande en Italie du Sud. Leur fils Hugues « Cholet » de Roucy (1090-vers 1160) deviendra seigneur de Nizy en 1104. Il est le fondateur de l'abbaye de Valroye (Ardennes) en 1147 et le restaurateur du prieuré d'Evergnicourt (Aisne) en 1154.

## Politique et administration

### Découpage territorial
La commune de Nizy-le-Comte est membre de la communauté de communes de la Champagne Picarde, un établissement public de coopération intercommunale (EPCI) à fiscalité propre créé le 22 décembre 1995 dont le siège est à Saint-Erme-Outre-et-Ramecourt. Ce dernier est par ailleurs membre d'autres groupements intercommunaux.
Sur le plan administratif, elle est rattachée à l'arrondissement de Laon, au département de l'Aisne et à la région Hauts-de-France. Sur le plan électoral, elle dépend du canton de Villeneuve-sur-Aisne pour l'élection des conseillers départementaux, depuis le redécoupage cantonal de 2014 entré en vigueur en 2015, et de la première circonscription de l'Aisne  pour les élections législatives, depuis le dernier découpage électoral de 2010.

### Administration municipale
| Période                                  | Période                       | Identité      | Étiquette | Qualité                                     |
| ---------------------------------------- | ----------------------------- | ------------- | --------- | ------------------------------------------- |
| avant 1875                               | après 1876                    | Froment       |           |                                             |
| Les données manquantes sont à compléter. |                               |               |           |                                             |
| mars 2001                                | En cours (au 13 juillet 2020) | Hubert Renard | LR        | Agriculteur Réélu pour le mandat 2020-2026, |

La mairie de Nizy-le-Comte est ouverte le lundi de 16 h à 19 h, le jeudi de 10 h à 12 h et le samedi de 9 h à 12 h.
Nizy-Le-Comte fait partie du regroupement scolaire primaire de La Selve - Lappion - Boncourt.
Le collège de Sissonne accueille les enfants de Nizy-le-Comte.

## Démographie
L'évolution du nombre d'habitants est connue à travers les recensements de la population effectués dans la commune depuis 1793. Pour les communes de moins de 10 000 habitants, une enquête de recensement portant sur toute la population est réalisée tous les cinq ans, les populations de référence des années intermédiaires étant quant à elles estimées par interpolation ou extrapolation. Pour la commune, le premier recensement exhaustif entrant dans le cadre du nouveau dispositif a été réalisé en 2007.

En 2022, la commune comptait 232 habitants, en évolution de −6,45 % par rapport à 2016 (Aisne : −1,97 %, France hors Mayotte : +2,11 %).
| 1793 | 1800 | 1806 | 1821 | 1831 | 1836 | 1841 | 1846 | 1851 |
| ---- | ---- | ---- | ---- | ---- | ---- | ---- | ---- | ---- |
| 283  | 278  | 294  | 340  | 366  | 413  | 437  | 435  | 450  |

| 1856 | 1861 | 1866 | 1872 | 1876 | 1881 | 1886 | 1891 | 1896 |
| ---- | ---- | ---- | ---- | ---- | ---- | ---- | ---- | ---- |
| 463  | 456  | 506  | 526  | 531  | 584  | 649  | 607  | 607  |

| 1901 | 1906 | 1911 | 1921 | 1926 | 1931 | 1936 | 1946 | 1954 |
| ---- | ---- | ---- | ---- | ---- | ---- | ---- | ---- | ---- |
| 603  | 532  | 443  | 387  | 433  | 406  | 310  | 331  | 376  |

| 1962 | 1968 | 1975 | 1982 | 1990 | 1999 | 2006 | 2007 | 2012 |
| ---- | ---- | ---- | ---- | ---- | ---- | ---- | ---- | ---- |
| 401  | 363  | 293  | 277  | 268  | 250  | 257  | 258  | 256  |

| 2017 | 2022 | - | - | - | - | - | - | - |
| ---- | ---- | - | - | - | - | - | - | - |
| 244  | 232  | - | - | - | - | - | - | - |

## Lieux et monuments
- Église Saint-Béat reconstruite entre les deux guerres.

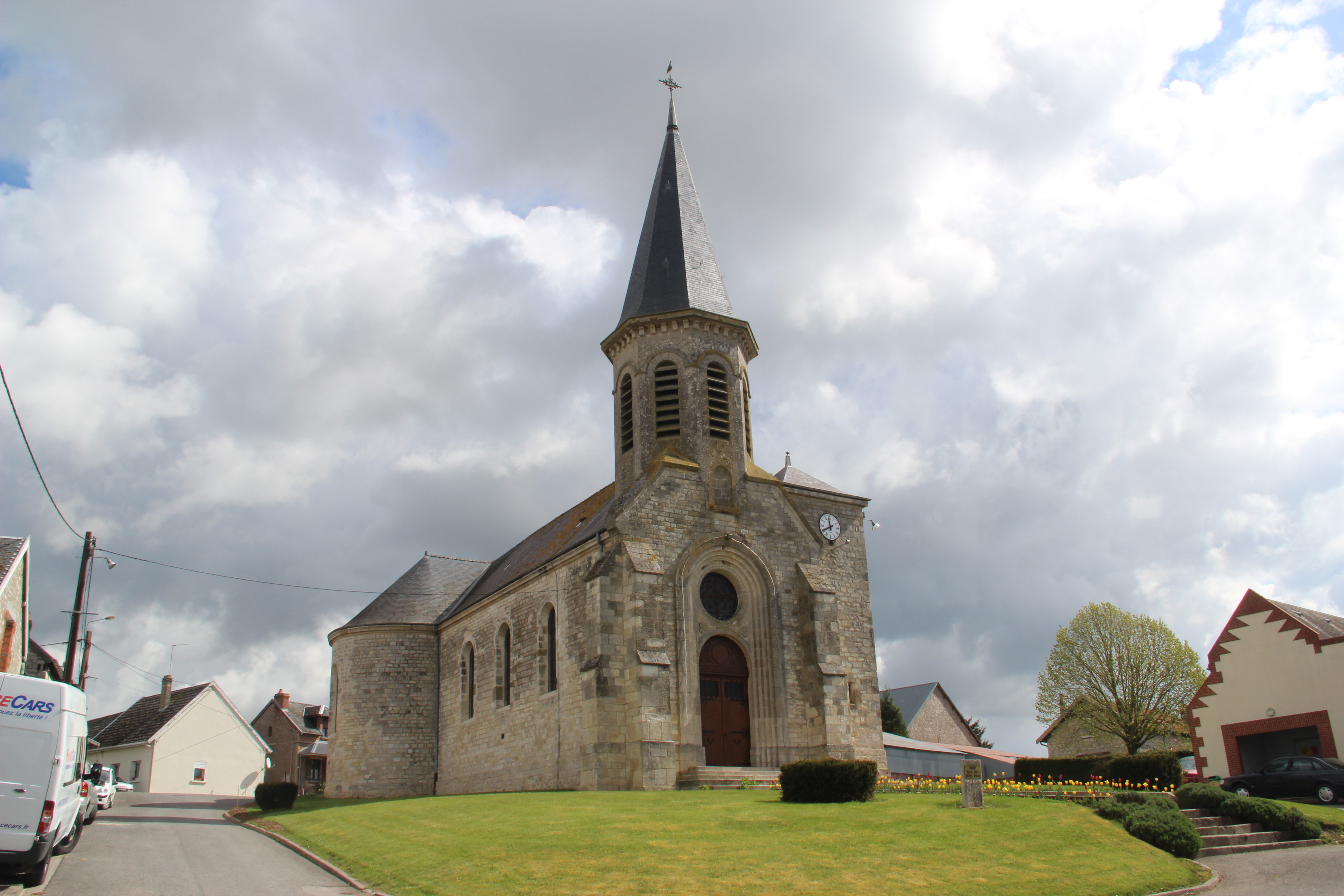
Église Saint-Béat.

- Domaine Musical de Nizy-le-Comte, route de Reims.
- Le château de Nizy-le-Comte.
- Monument aux morts, surmonté d'un coq et mentionnant le nom de 17 soldats tués[28].Monument aux morts de

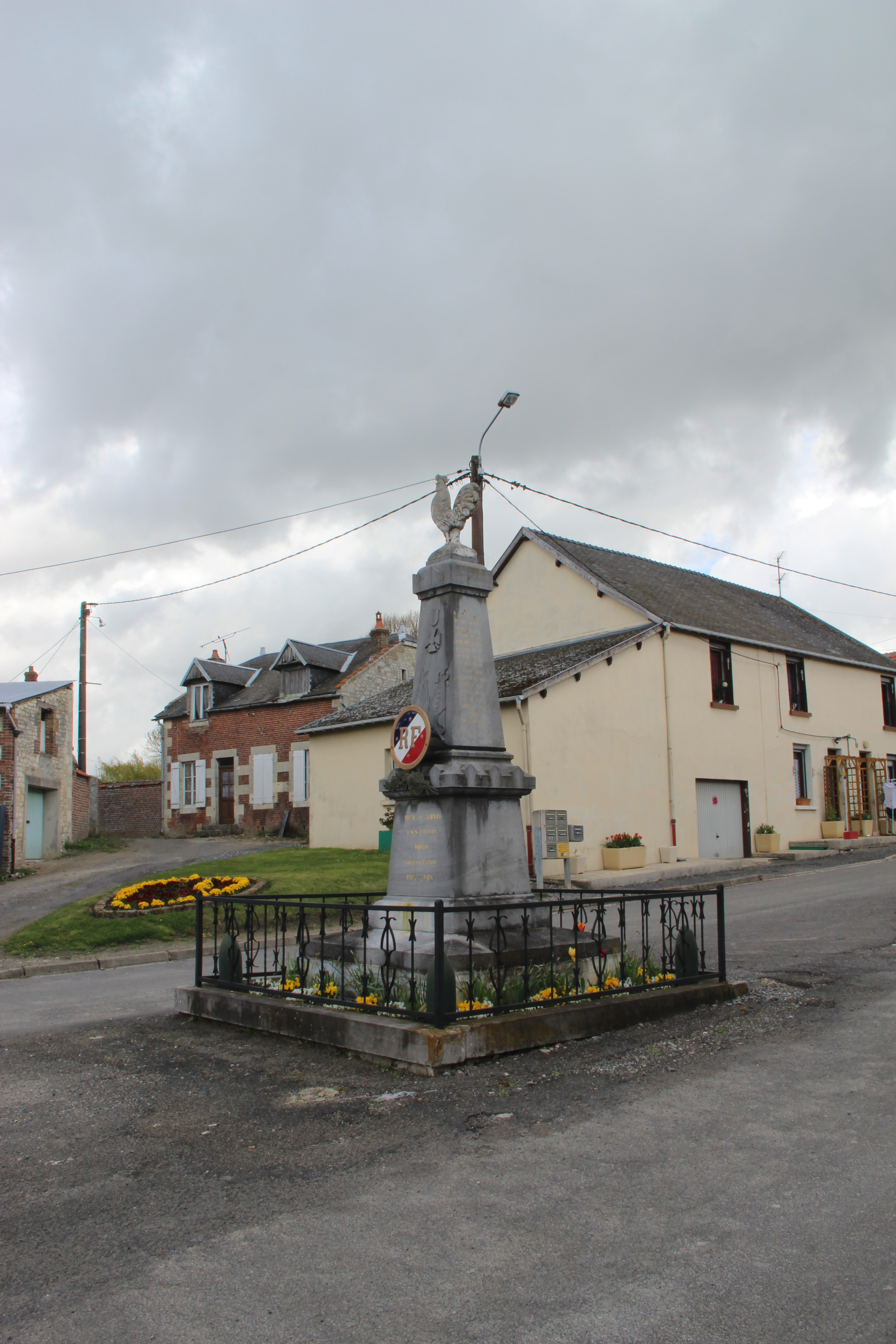
Monument aux morts de
Nizy-le-Comte.

Nizy-le-Comte.

## Manifestations
Bien que Nizy-le-Comte soit un petit village, il se déroule, tout au long de l'année, de nombreuses manifestations grâce à ses associations :
- Le Comité des Fêtes s'occupe de la plupart des manifestations (belote, loto, rallye, marche, pâques, etc.) ;
- Le Tennis Club (période été : tennis) et (période hiver : tennis de table) ;
- Les Abeilles (activité de création) ;
- Le Moto-Cross Nizy.

Dates à retenir : 
- Janvier (1er jeudi du mois) : vœux à la population par monsieur le maire.
- Février / mars : (selon calendrier) : concours de belote / loto.
- Samedi après-midi (avant le dimanche de Pâques) : la chasse aux œufs derrière la mairie avec un goûter.
- Samedi après-midi (avant le 8 mai) : course pédestre / vélo (selon programmation), le départ se fait devant le Domaine Musical.
- Samedi après-midi, dimanche après-midi, lundi après-midi (3e dimanche de juin / fête des pères) : fête foraine.

D'année en année, la fête se meurt à cause d'un manque de dynamisme de l'équipe municipale et du Comité des fêtes.
- 1er mercredi des grandes vacances : voyage communal dans un parc d'attractions (gratuit pour les enfants de - 16 ans).
- 13 et 14 juillet : repas dansant, feu d'artifice, jeux pour les enfants, loterie pour les dames, concours de boules...
- 1er dimanche de septembre : brocante.
- 2e dimanche de septembre : voyage communal offert par la commune (gratuit pour tous les habitants de la commune).
- Octobre / novembre (selon calendrier) : concours de belote / loto.
- Décembre (1er dimanche) : marché de Noël par l'association LES ABEILLES.
- Décembre (2e dimanche) : le repas des Aînés.
- Décembre (dimanche des vacances de Noël) : Noël des enfants.